# می‌فلاور
کشتی می‌فلاور(به انگلیسی:Mayflower) کشتی مسافرتی بود که در سال ۱۶۲۰ میلادی ساخته شد و موجب نخستین مهاجرت انگلیسی‌ها به دنیای جدید شد. در این مهاجرت تاریخی، تعداد ۱۰۲ مهاجر در دو دسته در کشتی حاضر بودند که شامل جدایی طلبان هلندی و تعداد بیشتری از مهاجرانِ گروه‌هایِ تا حد زیادی غیر مذهبی از لندن می‌شد.

این مسافرت تبدیل به نماد فرهنگی آمریکایی‌ها و به عنوان نخستین رویداد مهم در حافظه تاریخی‌شان ثبت شده‌است. داستانی تراژیک که در تاریخِ آمریکا نمادی از زندگی در سرزمین‌های خشن بر جدید است. نقطهٔ اوج این داستان در پیمان می‌فلاور آشکار است که به عنوان نخستین سند حکومتی مردمان اروپایی در سرزمین‌های جدید و از بزرگ‌ترین لحظات در تاریخ آمریکا است.